# Barcus
Barcus ist eine französische Gemeinde mit 645 Einwohnern (Stand 1. Januar 2022) im Département Pyrénées-Atlantiques in der Region Nouvelle-Aquitaine. Die Gemeinde gehört zum Arrondissement Oloron-Sainte-Marie und zum Kanton Montagne Basque (bis 2015: Kanton Mauléon-Licharre).
Die Bewohner werden Barcusiens oder Barcusiennes genannt.
Der Name in der baskischen Sprache lautet Barkoxe.

## Geographie
Barcus liegt ca. 20 km westlich von Oloron-Sainte-Marie in einem Tal des Massif des Arbailles in der historischen Region Soule, einer der drei historischen Territorien im französischen Teil des Baskenlands. Das Massif des Arbailles trennt die Soule von Nieder-Navarra im Westen. Der höchste Punkt im Gebiet der Gemeinde ist an der Chapelle de la Madeleine (793 m) an der südwestlichen Ortsgrenze.
Umgeben wird der Ort von den Nachbargemeinden:
| Chéraute                        | L’Hôpital-Saint-Blaise                      | Préchacq-Josbaig Aren Geüs-d’Oloron Saint-Goin Géronce |
| Sauguis-Saint-Étienne Roquiague | Kompassrose, die auf Nachbargemeinden zeigt | Esquiule                                               |
| Tardets-Sorholus Trois-Villes   | Lanne-en-Barétous Montory                   | Aramits                                                |

Barcus liegt im Einzugsgebiet des Flusses Adour. Ein Zufluss des Gave d’Oloron, der Joos, durchströmt mit dessen Nebenflüssen das Ortsgebiet:
- Züztarriko Erreka
- Erreka Handia
- Arrec d’Etchanchu
- Ibarreko Erreka mit den Zuflüssen
  - Ihitzagako Erreka und dessen Zufluss
    - Ilharrako Erreka

  - Gibelhegietako Erreka und dessen Zuflüssen
    - Azkonxiloko Erreka und
    - Athaketa Erreka
- Oihanarteko Erreka

Drei Zuflüsse des Lausset durchqueren ebenfalls das Ortsgebiet:
- der Ruisseau Ascania
- der Lacherreca
- der Ibarle und sein Nebenfluss, der Ambelseko Erreka.[4]

## Geschichte
Die ersten Bewohner von Barcus waren Kelten, die aus dem heutigen Spanien gekommen waren, was durch den Fund von iberischen Münzen belegt wird, die zwischen 400 und 30 v. Chr. datiert sind.
Paul Raymond, Archivar und Historiker des 19. Jahrhunderts, notierte die Erwähnung der Siedlung unter dem Namen Barcuys im Jahre 1384 durch Notare von Navarrenx. Weitere Erwähnungen und Toponyme waren in der Folge: Barcuix (1462, Notare von Oloron), Sent-Saubador de Barcuix (gegen 1470, Verträge, erfasst vom Notar Ohix), Barcoys (1520), Barcux (1580) und wie auf der Karte von Cassini 1750 eingezeichnet, Bareus (1801, Bulletin des lois).
Im Mittelalter war die Gemeinde Sitz einer Bailliage, des Bezirks eines feudalen Beamten des Königs, zuständig für administrative und juristische Angelegenheiten. Es gab ein Laienkloster, das vom Vizegraf von Soule lehnsabhängig war. Während der Französischen Revolution war Barcus Hauptsitz eines Kantons im Distrikt Mauléon mit den Gemeinden L’Hôpital-Saint-Blaise und Roquiague. Bis zum 18. Jahrhundert war die Wirtschaft gesichert durch den Anbau von Getreide, der um die 30 Mühlen in Betrieb hielt.

### Einwohnerentwicklung
Nach dem Höhepunkt in den 1830er Jahren mit fast 2500 Einwohnern ist die Zahl bis heute auf ungefähr nur noch ein Viertel gesunken. Dieser Trend ist bis heute ungebrochen.
| Jahr      | 1962  | 1968 | 1975 | 1982 | 1990 | 1999 | 2006 | 2009 | 2022 |
| --------- | ----- | ---- | ---- | ---- | ---- | ---- | ---- | ---- | ---- |
| Einwohner | 1.101 | 990  | 957  | 916  | 788  | 774  | 741  | 738  | 645  |

## Kultur und Sehenswürdigkeiten

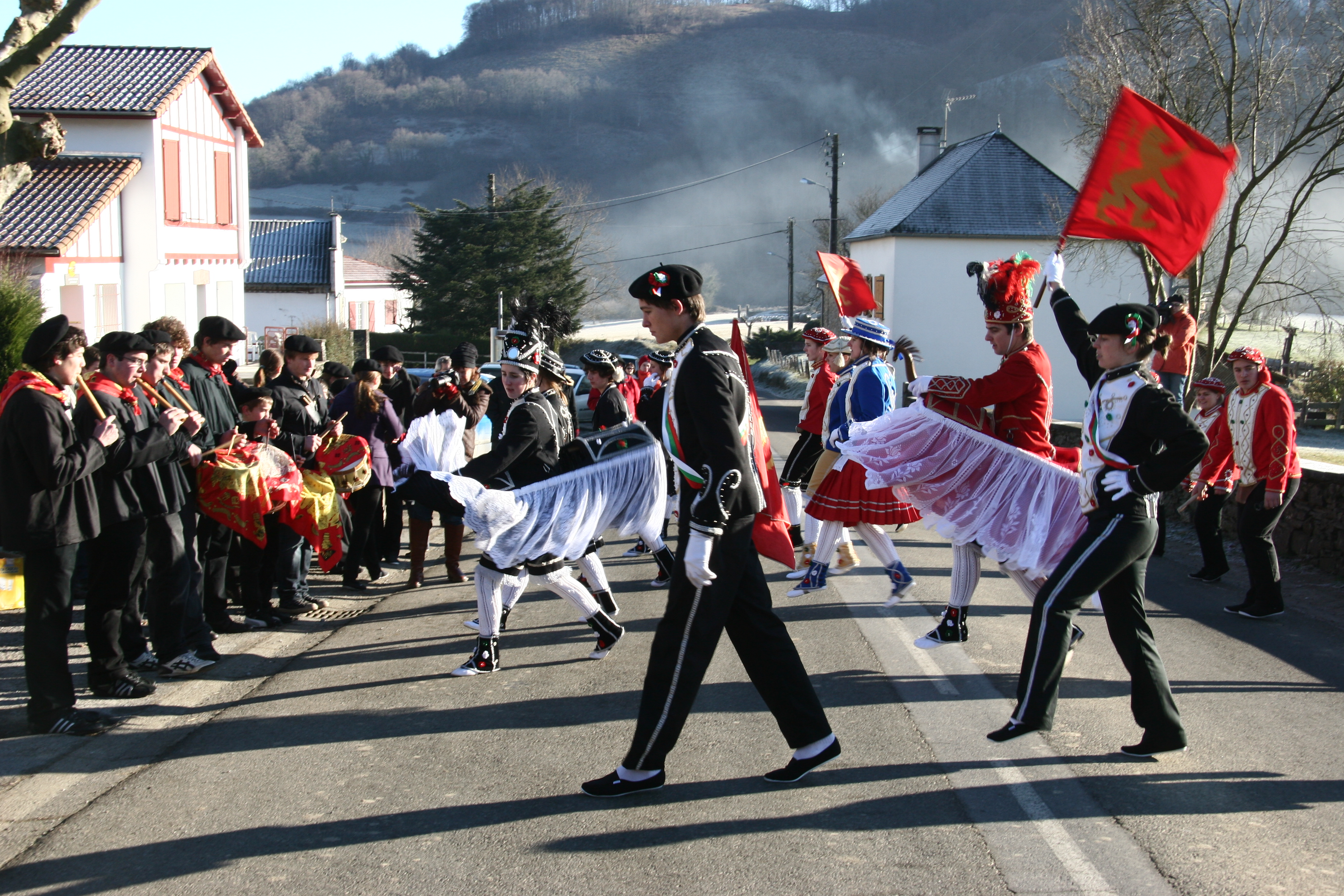
Kostümfest in Barcus 2009

Organisiert von der Jugend jeweils einer Gemeinde der Soule findet jährlich im Frühjahr ein Kostümfest mit Spiel, Gesang und Tanz auf den Straßen der Gemeinden der Soule statt.

### Bauwerke

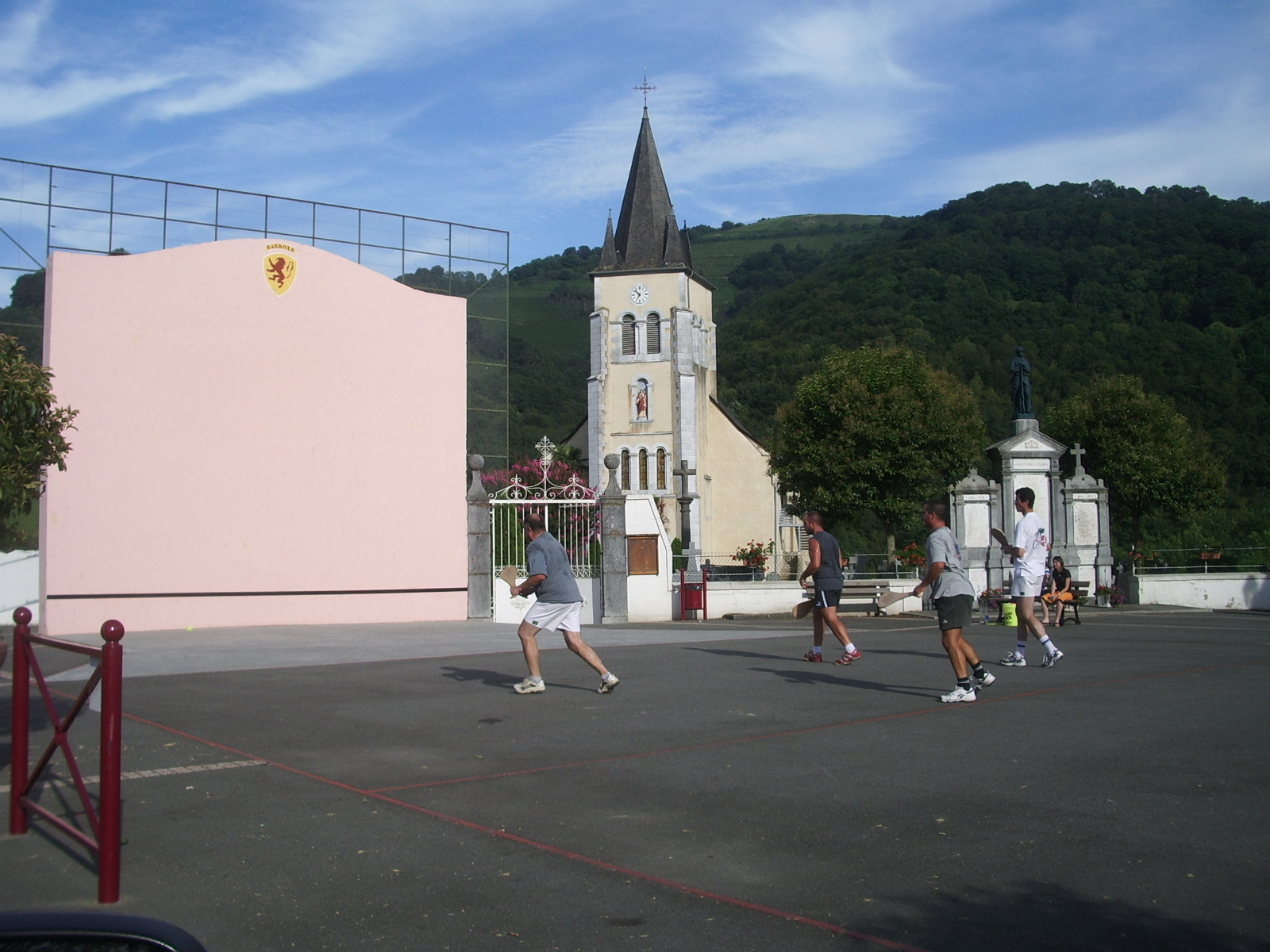
Pelotaplatz und Kirche de l’Ascension

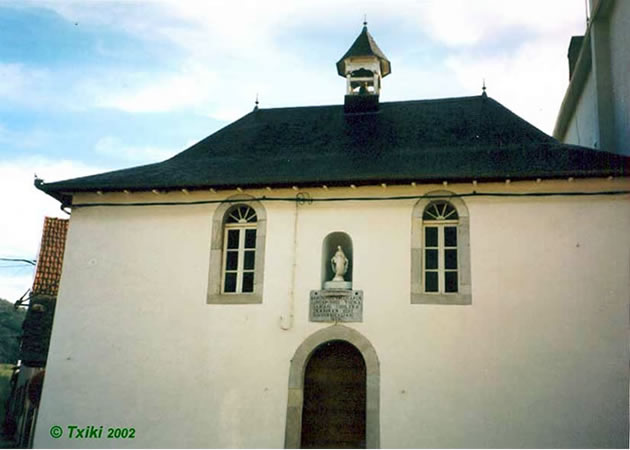
Kapelle im Ortszentrum von Barcus

- Pfarrkirche von Barcus, gewidmet Christi Himmelfahrt. Es gibt keine genaue Datierung der an dieser Stelle gebauten romanischen Kirche aus dem Mittelalter. Teilweise oder vollständig ist das Gebäude im Jahre 1738 gebaut worden, wie die Inschrift über dem Eingang anzeigt. Ein Jahrhundert später ist ein völliger Umbau durchgeführt worden, bei der ein Kirchturm über dem Eingang errichtet wurde und die Ausstattung des Innenraums erneuert wurde. Eine wichtige Restaurierung erfolgte zwischen 1930 und 1940, bei der neue Glasfenster eingesetzt wurden, die von der in der Region bekannten Glasmalerei Mauméjean stammen. Im Innern des einschiffigen Baus erstrecken sich Emporen aus Holz auf zwei Ebenen, die über eine Außentreppe an der Südseite erreicht werden können. Das Altarretabel stammt aus dem 18. Jahrhundert und ist vollständig aus Holz gearbeitet und vergoldet und zeigt verschiedene Szenen aus dem Leben Jesu, die Festnahme, die Kreuzigung und die Himmelfahrt. In dieser letzten Szene auf der linken Seite des Retabels wird Christus durch vier Körper repräsentiert. Zuerst am Boden liegend, steht er in zwei Schritten auf, bevor er aufrecht stehend, die Hände zum Gebet, auf einer Wolke einem Engel entgegen schwebt. Ein kleines Motiv links oben in der Szene zeigt noch einmal einen Rückblick, als Jesus von einem Soldaten festgenommen worden war.[12][13][14]

- Kapelle im Ortszentrum von Barcus, gewidmet Maria, der Mutter Jesu. Sie wurde 1855 von der Gemeinde gebaut zu Ehren Marias und für ihre Hilfe gegen eine Cholera-Epidemie, die die Gemeinde zuvor befallen hatte. Zwei Madonnenstatuen schmücken das Gebäude, eine außen über dem Eingang, eine innen in einer Nische. Zwischen dem Eingang und der dortigen Statue ist eine Tafel mit einer Inschrift angebracht, ähnlich jenen, die an vielen baskischen Häusern angebracht sind. Diese ist in baskischer Sprache gefasst: „Barcochec Mariaren Concepcione Thona Gabiari Cholera Demboran Bere Sokhorricaliari. 1855“ und bedeutet: „Barcus der unbefleckt empfangenen Maria (für) ihre Hilfe in der Zeit der Cholera. 1855“. Die Statue über der Schrifttafel zeigt Maria aus ausgebreiteten Armen und offenen Händen, wie um die Gläubigen zu segnen und zu schützen. Die andere Statue im Innern zeigt die Darstellung als Madonna mit Jesuskind, eines der häufigsten Motive in der katholischen Kirche seit dem 13. Jahrhundert. Es verbindet das Thema der Geburt Jesu mit dem der Gottesmutter. Beide Personen tragen eine Krone, die in ihrer Form an Schwertlilien erinnert. Mit diesem Symbol der Reinheit ist auch der Mantel Marias bestickt. Die Kapelle erinnert in ihrem Aufbau wenig an ein Gotteshaus, sondern vielmehr an typische Häuser der Region Soule. Sie besitzt ein mit Schiefer gedecktes Zeltdach, welches steil abfällt, damit der Schnee aus den nahen Pyrenäen nicht auf dem Dach haften bleibt. Das einzige äußere Element, welches auf ein Gotteshaus hinweist, ist der kleine Glockenturm auf dem Dachfirst.[15][16][17]

## Wirtschaft und Infrastruktur

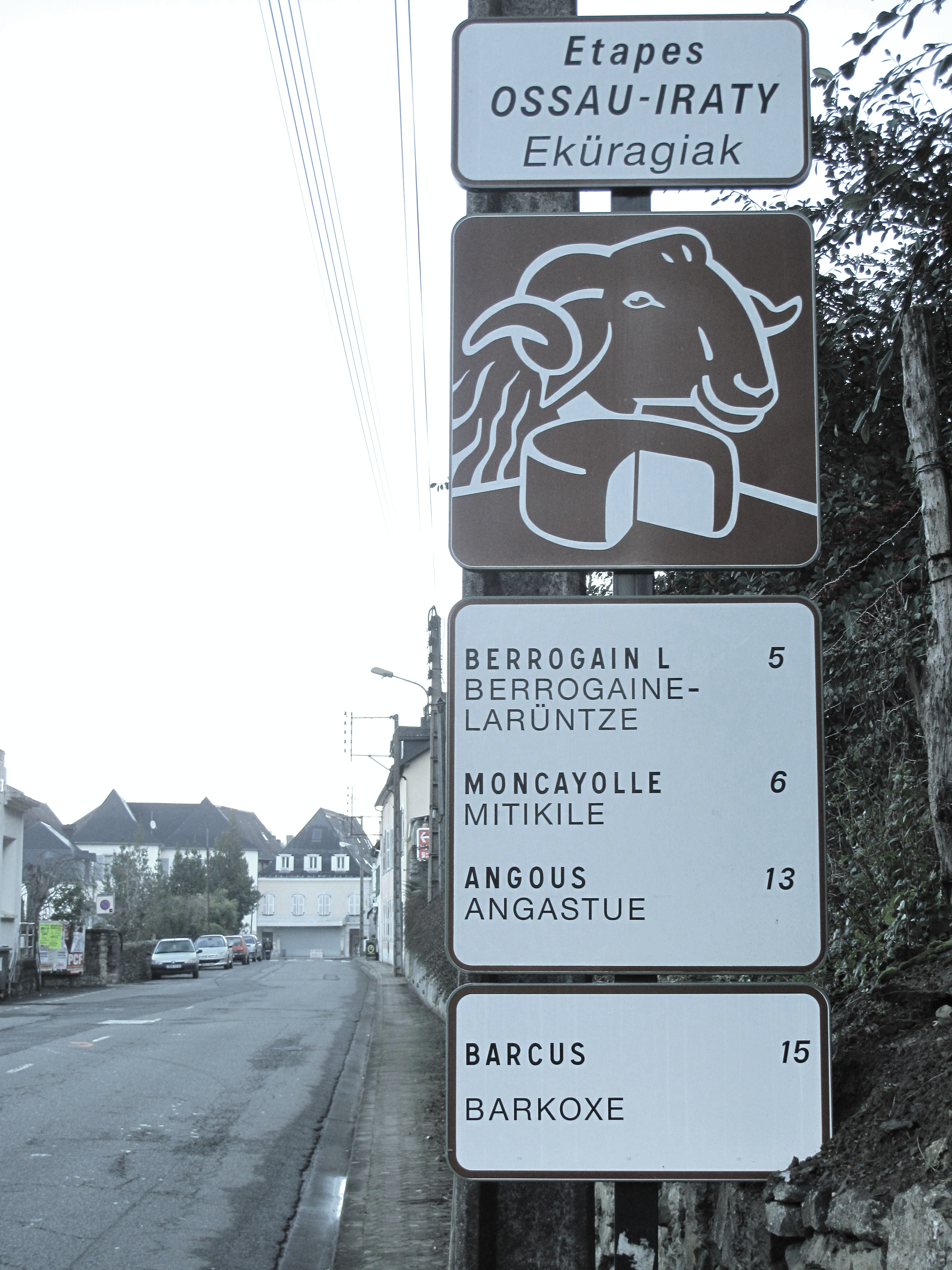
Hinweisschild auf der Route du fromage

Der Schwerpunkt der Wirtschaft liegt auf der Landwirtschaft. Barcus liegt in den Zonen AOC des Ossau-Iraty, ein traditionell hergestellter Schnittkäse aus Schafmilch, sowie der Schweinerasse und des Schinkens „Kintoa“.

### Verkehr
Barcus ist angeschlossen durch die Route départementales 24, 59, 159, 347, 459 und 859.

## Persönlichkeiten
- Léon Urthuburu (1803–1860), geboren in Barcus. Mit 20 Jahren nach Ecuador ausgewandert, betrieb er dort ein florierendes Geschäft und wurde Vizekonsul von Frankreich in Guayaquil. Der Generalgouverneur der Galapagosinseln, General José de Villamil, schuldete ihm Geld, das er nicht zurückzahlen konnte. Deshalb bot er Léon Urthuburu zur Begleichung seiner Schulden seine Besitzungen auf der Insel Floreana im Galápagos-Archipel an. Gerade als der Kauf perfekt gemacht wurde, verstarb Léon Urthuburu und vermachte seinen Nachlass an den Hilfsverein von Barcus, der bis heute Ansprüche an den Landbesitz stellt.[20]

- Pierre Topet (1786–1862), genannt „Etxahun“, baskischer Dichter, geboren in Barcus.

- Jean Touan, geboren 1817 in Barcus, eröffnete 1858 das Café Tortoni in Buenos Aires (Argentinien).

- André Chilo, (1898–1982) war ein französischer Nationalspieler der Rugby Union.